# Thésy
Thésy ist eine Gemeinde im französischen Département Jura in der Region Bourgogne-Franche-Comté.

## Geographie
Thésy liegt auf 695 m, südöstlich von Salins-les-Bains und etwa 19 km nördlich der Stadt Champagnole (Luftlinie). Das Bauerndorf erstreckt sich im Jura, auf dem ersten Juraplateau, östlich des Erosionstals der Furieuse.
Die Fläche des 4,92 km² großen Gemeindegebiets umfasst einen Abschnitt des französischen Juras. Das gesamte Gebiet wird von der Hochfläche des Juraplateaus eingenommen, das durchschnittlich auf 700 m liegt und teils von Acker- und Wiesland, teils von Wald bestanden ist. Das Plateau besitzt keine oberirdischen Fließgewässer, weil das Niederschlagswasser im verkarsteten Untergrund versickert. Mit 718 m wird auf einer Kuppe südlich des Dorfes die höchste Erhebung von Thésy erreicht. Die westliche Abgrenzung verläuft meist entlang der Oberkante des teils von Felswänden überragten Steilhangs, der zum tief eingeschnittenen Tal der Furieuse abfällt. 
Nachbargemeinden von Thésy sind Salins-les-Bains im Norden, Abergement-lès-Thésy im Osten, Lemuy im Süden sowie Aresches und Pont-d’Héry im Westen.

## Geschichte
Erstmals urkundlich erwähnt wird Thésy im 12. Jahrhundert. Im Mittelalter gehörte das Dorf zur Herrschaft von Châtelguyon. Zusammen mit der Franche-Comté gelangte Thésy mit dem Frieden von Nimwegen 1678 an Frankreich.

## Bevölkerung
| Jahr                       | 1962 | 1968 | 1975 | 1982 | 1990 | 1999 | 2004 | 2017 |
| -------------------------- | ---- | ---- | ---- | ---- | ---- | ---- | ---- | ---- |
| Einwohner                  | 87   | 79   | 77   | 81   | 74   | 62   | 65   | 66   |
| Quellen: Cassini und INSEE |      |      |      |      |      |      |      |      |

Mit 64 Einwohnern (Stand 1. Januar 2022) gehört Thésy zu den kleinsten Gemeinden des Départements Jura. Nachdem die Einwohnerzahl in der ersten Hälfte des 20. Jahrhunderts deutlich abgenommen hatte (1886 wurden noch 157 Personen gezählt), wurden seit Beginn der 1970er Jahre nur noch relativ geringe Schwankungen verzeichnet.

## Wirtschaft und Infrastruktur
Thésy war bis weit ins 20. Jahrhundert hinein ein vorwiegend durch die Landwirtschaft und die Forstwirtschaft geprägtes Dorf. Noch heute leben die Bewohner zur Hauptsache von der Tätigkeit im ersten Sektor. Außerhalb des primären Sektors gibt es nur wenige Arbeitsplätze im Dorf. Einige Erwerbstätige sind Wegpendler, die in den größeren Ortschaften der Umgebung ihrer Arbeit nachgehen.
Die Ortschaft liegt abseits der größeren Durchgangsstraßen an einer Departementsstraße, die von Salins-les-Bains nach Supt führt. Weitere Straßenverbindungen bestehen mit Abergement-lès-Thésy, Lemuy und Aresches.